# Diabo (Botswana)
Diabo is een dorp in het district Southern in Botswana. De plaats telt 285 inwoners (2011).